# Боліндейл (Огайо)
Боліндейл (англ. Bolindale) — переписна місцевість (CDP) в США, в окрузі Трамбалл штату Огайо. Населення — 1921 особа (2020).

## Географія
Боліндейл розташований за координатами 41°12′32″ пн. ш. 80°46′41″ зх. д. / 41.20889° пн. ш. 80.77806° зх. д. (41.208835, -80.778114).  За даними Бюро перепису населення США в 2010 році переписна місцевість мала площу 2,57 км², уся площа — суходіл.

## Демографія
Згідно з переписом 2010 року, у переписній місцевості мешкало 2089 осіб у 883 домогосподарствах у складі 575 родин. Густота населення становила 812 особи/км².  Було 980 помешкань (381/км²).
Расовий склад населення:
| - 92,5 % — білих - 5,3 % — чорних або афроамериканців - 0,4 % — азіатів - 0,1 % — корінних американців |

До двох чи більше рас належало 1,4 %. Частка іспаномовних становила 2,2 % від усіх жителів.
За віковим діапазоном населення розподілялося таким чином: 20,7 % — особи молодші 18 років, 61,1 % — особи у віці 18—64 років, 18,2 % — особи у віці 65 років та старші. Медіана віку мешканця становила 44,2 року. На 100 осіб жіночої статі у переписній місцевості припадало 95,1 чоловіків;  на 100 жінок у віці від 18 років та старших — 92,3 чоловіків також старших 18 років.
Середній дохід на одне домашнє господарство  становив 48 999 доларів США (медіана — 35 530), а середній дохід на одну сім'ю — 62 486 доларів (медіана — 43 578). Медіана доходів становила 36 250 доларів для чоловіків та 29 583 долари для жінок. За межею бідності перебувало 19,7 % осіб, у тому числі 17,2 % дітей у віці до 18 років та 16,7 % осіб у віці 65 років та старших.
Цивільне працевлаштоване населення становило 978 осіб. Основні галузі зайнятості: роздрібна торгівля — 18,7 %, виробництво — 17,7 %, освіта, охорона здоров'я та соціальна допомога — 17,6 %.